# Es Capdellà
Es Capdellà és un poble del municipi de Calvià. Es troba a la cruïlla de les vies entre Calvià i Andratx i entre Peguera i Puigpunyent.
És un lloc essencialment residencial on hi conviuen moltes nacionalitats (unes 80 l'any 2009) que han decidit establir-hi la seva residència causa de la tranquil·litat de la zona. Té una extensió de 71.81 ha. Al voltant es troben les possessions de Galatzó, Son Martí, Son Claret, ses Algorfes, Son Alfonso, Son Vic Vell, Son Vic Nou, sa Cova, Son Hortelà, Son Durí, Son Cabot i sa Coma. Està envoltat per les muntanyes del puig de Galatzó (1.026 m), el puig de s'Esclop (927 m) i el puig Batiat (645 m). Els puigs més propers i de menys alçària són el Vermell (160 m), el de sa Grua (483 m), el de Cero (194 m) i el de ses Tàrtares (159 m).
El nom Es Capdellà és l'aglutinació de en el cap d'allà que significa a l'extrem i apareix per primera vegada al Llibre dels estims de la Parròquia de Calvià de 1663. L'origen del Capdellà sembla ser, juntament al de Calvià, com a concentradors de jornalers agrícoles de les possession del bisbe de Barcelona que tenia sota règim de pariatge amb el rei. En un principi, les casetes d'aquests jornalers es varen agrupar en tres blocs, el que ara constitueix el nucli urbà, el del Serral (en l'actualitat unit a l'anterior) i el de la Vallverda. La població l'any 1778 era d'unes 200 persones, un segle després, l'any 1888 hi havia registrades en el padró parroquial 1139 persones.
L'església
La primera església oratori que es va construir va ser per ordre de Jaume Palmer Calafat l'any 1768, per facilitar l'assistència religiosa als habitants que hi vivien (ja que aquests s'havien de desplaçar a Calvià, a 3 km) i l'any 1863 es va ampliar. El dia 16 de gener de 1978 un llamp va pegar l'antiga església i li va causar destrosses. En contra de l'opinió del poble es va decidir enderrocar l'església i construir-ne una de nova i el 18 de juny de 1980 es va posar la primera pedra i el 4 de juliol de 1982 el bisbe Teodor Úbeda la va beneir.